# Sphenia sincera
Sphenia sincera är en musselart som beskrevs av Lena Lenda Tracy Hanks och Packer 1985. Sphenia sincera ingår i släktet Sphenia och familjen sandmusslor. Inga underarter finns listade i Catalogue of Life.